# Solenidiopsis peruviana
Solenidiopsis peruviana là một loài thực vật có hoa trong họ Lan. Loài này được (Schltr.) D.E.Benn. & Christenson miêu tả khoa học đầu tiên năm 1994.